# Kalisko-mazowiecki okręg przemysłowy

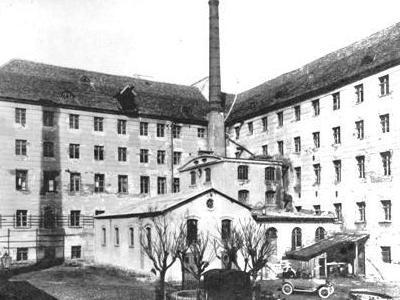
Opatówek, fabryka Adolfa Fiedlera

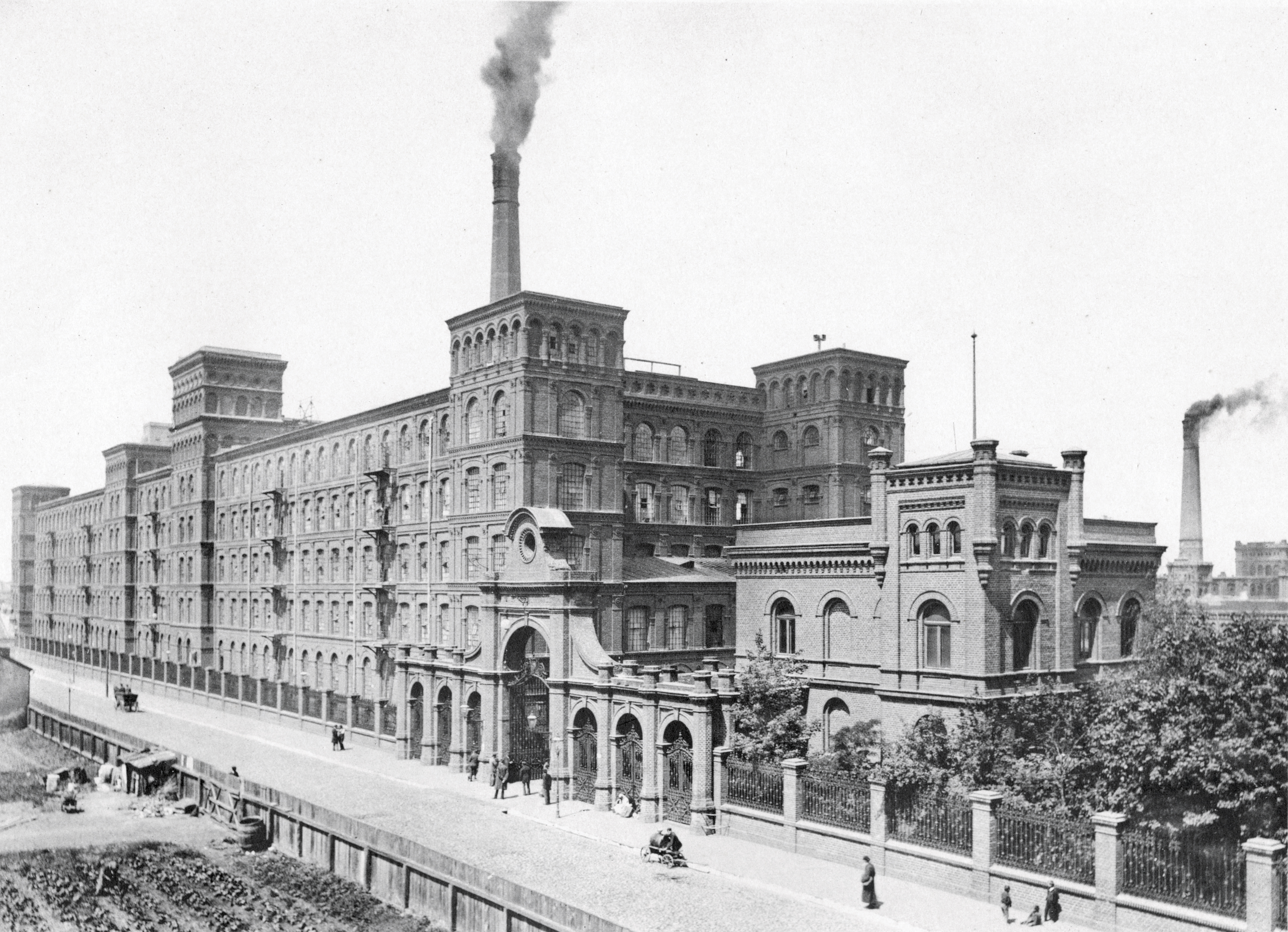
Łódź, fabryka Izraela Poznańskiego

Kalisko-mazowiecki okręg przemysłowy – historyczny okręg przemysłowy w województwie kaliskim i województwie mazowieckim Królestwa Polskiego, ukształtowany w latach 1818–1833, obejmował ośrodki przemysłowe położone na trakcie fabrycznym Warszawa–Kalisz; pierwszy polski okręg przemysłowy powstały w dobie rewolucji przemysłowej.
W XX wieku na obszarze kalisko-mazowieckiego okręgu przemysłowego rozwinął się Kaliski Okręg Przemysłowy, Łódzki Okręg Przemysłowy i Warszawski Okręg Przemysłowy oraz aglomeracja kaliska, aglomeracja łódzka i aglomeracja warszawska.